# Bradley Roberts
Pour les articles homonymes, voir Roberts.
Pas d'image ? Cliquez ici

a Compétitions nationales et continentales officielles uniquement.

b Matchs officiels uniquement.
Dernière mise à jour le 25 février 2025.
Bradley Roberts, né le 6 janvier 1996 à Durban (Afrique du Sud), est un joueur international gallois, d'origine sud-africaine, de rugby à XV évoluant au poste de talonneur.

## Biographie
Ayant fait toute son éducation en Afrique du Sud, Bradley Roberts ne parvient pas à intégrer un centre de formation dans son pays et se dirige donc vers le pays de Galles, où il joue un an au RGC 1404 (en) à Colwyn Bay. Il fait plus tard ses gammes à l'académie des Natal Sharks, sans pouvoir signer de contrat officiel, puis joue ensuite en deuxième division irlandaise avec le Rainey Old Boys (en), où il est repéré par l'encadrement technique de l'Ulster.
Il dispute son premier match avec l'Ulster en novembre 2020 contre Édimbourg Rugby, puis signe son premier contrat professionnel à l'issue de cette saison avec la province nord-irlandaise.
Pouvant représenter l'équipe du pays de Galles, sa grande mère venant de Llandysul, il est appelé en remplacement de Ken Owens dans le groupe gallois pour les test matchs d'automne 2021. Roberts fait ainsi ses débuts avec l'équipe du pays de Galles contre son pays natal, l'Afrique du Sud.
À partir de la saison 2022-2023, il s'engage pour la province du Dragons RFC, afin de conserver son éligibilité en équipe nationale. Il prend part à deux rencontres en tant que remplaçant lors du Tournoi des Six Nations 2023, marquant notamment un essai contre la France.
Durant l'été 2024, il annonce mettre un terme à sa carrière à cause d'une blessure au dos.